# 下有住村
下有住村（しもありすむら）は、昭和30年（1955年）まで岩手県気仙郡にあった村。現在の住田町下有住にあたる。

## 沿革
- 明治22年（1889年）4月1日 - 町村制施行にともない、旧来の下有住村単独で村制施行。
- 昭和30年（1955年）4月1日 - 世田米町・上有住村と合併し、住田町となる。

## 行政

### 歴代村長
| 代      | 氏名         | 就任                       | 退任                       | 備考 |
| ------- | ------------ | -------------------------- | -------------------------- | ---- |
| 1       | 鈴木祐之     | 明治22年（1889年）5月11日  | 明治24年（1891年）4月10日  |      |
| 2       | 吉田栄吉     | 明治24年（1891年）4月11日  | 明治25年（1892年）12月9日  |      |
| 3       | 鈴木祐之     | 明治26年（1893年）2月20日  | 明治28年（1895年）11月11日 | 再任 |
| 4       | 水野良平     | 明治28年（1895年）12月13日 | 明治32年（1899年）12月12日 |      |
| 5       | 鈴木祐之     | 明治33年（1900年）2月5日   | 明治35年（1902年）6月19日  | 三任 |
| 6       | 吉田官朔     | 明治35年（1902年）8月8日   | 明治38年（1905年）11月7日  |      |
| 7       | 吉田喜十郎   | 明治38年（1905年）12月22日 | 明治42年（1909年）12月21日 |      |
| 8 - 10  | 鈴木祐之     | 明治43年（1910年）2月3日   | 大正9年（1920年）12月15日  | 四任 |
| 11      | 吉田官朔     | 大正10年（1921年）11月15日 | 大正14年（1925年）3月14日  | 再任 |
| 12      | 紺野慶三郎   | 大正14年（1925年）10月10日 | 昭和4年（1929年）10月9日   |      |
| 13      | 吉田理長     | 昭和5年（1930年）1月23日   | 昭和6年（1931年）11月9日   |      |
| 14      | 鈴木大八     | 昭和6年（1931年）11月19日  | 昭和10年（1935年）11月18日 |      |
| 15 - 16 | 金野源七郎   | 昭和11年（1936年）12月10日 | 昭和17年（1942年）9月14日  |      |
| 17 - 18 | 吉田理長     | 昭和17年（1942年）10月21日 | 昭和22年（1947年）1月25日  | 再任 |
| 19      | 佐藤只三郎   | 昭和22年（1947年）4月17日  | 昭和23年（1948年）3月7日   |      |
| 20 - 21 | 佐々木丑之助 | 昭和23年（1948年）4月25日  | 昭和29年（1954年）12月13日 |      |
| 22      | 水野恒夫     | 昭和30年（1955年）1月23日  | 昭和30年（1955年）3月31日  |      |